# Custódio Joaquim de Almeida
Usuanlele Okizi Erupê, que en Portugal adoptó el nombre de Custódio Joaquim de Almeida, fue uno de los hijos exiliados de Ovonramwen Nogbaisi, el último rey del Reino de Benín (Nigeria), derrocado en la Expedición de Benín de 1897 por el Imperio británico. (Reino Edó, 1831 - Porto Alegre, 28 de mayo de 1935). Su madre fue la reina Eghaghe Evbuomwan, una de las mujeres del rey. Custodio fue el hermano de Eweka Aigoubasinmwin, otro de los hijos del rey derrocado, y nieto del Oba Adolo, el predecesor al trono y padre de Ovonramwen. Príncipe Custodio fue un noble dignatario y cónsul en asuntos diplomáticos en distintos países de Europa, como por ejemplo en Inglaterra, Francia, Italia y principalmente en Portugal por el comercio de la trata de esclavos, la venta del marfil, el bronce, la compra de armas de fuego y el aceite de palma y por asuntos financieros en representación del antiguo Reino de Benín. Siguiendo estos datos históricos, Usuanlelé era descendiente de la antigua dinastía restablecida por Eweka I con el auxilio de Oranyan, el primer Ooni Alaafin (rey) de Oyó, aproximadamente entre los años 1200 - 1235 d.C, luego del interregno, la crisis y la caída del último Ogiso de Benín Ogiso Owodo y la fuga de Ekaladerhan (Oduduwa).
Algunas fuentes citan que Custodio fue convocado por Júlio de Castilhos, el entonces gobernador de Río Grande do Sul y líder positivista, para que lo ayudara con su cáncer de garganta ya que la medicina tradicional solo estaba empeorando su salud. Se dice que Usuanlelé logró prolongarle la vida unos cuantos años tras haber realizado rituales africanos. Otras fuentes como el libro de Maria Helena Nunes da Silva en la entrevista a Tureba menciona que Borges de Medeiros, por entonces líder del Partido Republicano Riograndense, confió ciegamente en la consulta oracular de Merindilogun que Custodio realizó y en donde se determinó que debía realizarse un servicio de "mandinga" para abrir los caminos del líder republicano y proteger su vida.
Según fuentes de investigación, Custodio hablaba varios idiomas; entre ellos portugués, inglés, fon, italiano, yoruba y francés de manera fluida y edó como su lengua natal. Se tiene constatación histórica de que "el príncipe negro" también era médico homeópata y que mediante su religión en el antiguo Reino Edó había sido consagrado sacerdote de Osun para ejercer la medicina natural.
Usuanlelé fue un importante político porto alegrense que luchó por la libertad de los afro descendientes y utilizó sus contactos de la elite de la sociedad para solicitar obras de asfalto en las calles, nuevas obras hidráulicas, obras de infraestructura en general y de instalación de luminarias. Esa población de color, a diario frecuentaba su casa debido a que el príncipe fue una persona que brindó asilo, alimento, educación y contención espiritual a toda persona de color que golpease la puerta de su palacio. Este ultimo condimento es la arista principal de su gran fama y prestigio además de ser entrenador de caballos de carrea y un gran curandero que varias veces literalmente prolongó la vida de grandes políticos de época e inclusive algunos fueron aprontados en el africanismo por Custódio.
Según varias publicaciones de antropólogos y diarios en Río Grande del Sur que son objeto de estudio, fue un dirigente sacerdotal africano exiliado por parte del Imperio Británico en Brasil. Tras la invasión al Reino de Benín en 1897 a manos de las fuerzas británicas y el derrocamiento de su padre el Obbá (rey)  Ovonramwen Nogbaisi, desembarcaría en Brasil, donde tomó fama como Babalorixá, líder religioso y político municipal.
Se lo conoce por ser el fundador del Batuque, una de las tantas modalidades de culto africanas en diáspora y por ser quien ha plantado los fundamentos de Vodun Elegbara y otras plantaciones subterráneas de defensa como la que se encuentra en medio del hall del Mercado Público de Porto Alegre popularmente conocida como "Bará do Mercado", la plantación en el cuartel de los prefectos y la del despacho del gobernador de Río Grande do Sul.
Actualmente el economista Marcus Vinicius de Souza Almeida Coneição, su bisnieto, nieto de Domingos Almeida e hijo de Serafina Almeida, es uno de los descendientes del príncipe negro.
Segun el libro de María Helena Nunes da Silva titulado "O Príncipe Custódio e a Religião Afro-Gaucha - 1999", se relata allí que Usuanlelé tuvo cinco (5) hijos. (Araci Almeida, Domingos Almeida, Dionisio Almeida, Pulcheria Almeida y Joaquina Almeida). En este material también se detallan las actas de fallecimiento del Príncipe, actas de casamiento de sus hijos y distinta documentación respaldatoria de índole legal.

### Las memorias de Marcus de Almeida
Según cita Nunes da Silva los siguientes versos fueron escritos por Marcus Vinicius de Souza Almeida Coneição a sus 27 años, el bisnieto del Príncipe Custodio, aportados a la autora el día 6 de septiembre de 1993.
"Chegou escondido.
Mas logo foi percebido
O poder que trazia de séculos,
Após um grande susto
Já estava restabelecido

Foi perseguido
Ficou escondido
Foi caluniado.
Mas continuou vivo,
Para em terras distantes
Começar um novo reinado.

Nós não eramos nascidos,
Nossa mãe não pode conhecê-lo.
O já então falecido,
Príncipe africano
Que por capricho do destino
Desembarcou no Río Grande.

Mas o tempo passou
E por pouco não perdemos nossa identidade.
Como uma prova do destino.
Tivemos que lutar bravamente
Para merecermos a nossa velha imortalidade."
Versos extraídos de: "O Príncipe Custódio e a Religião Afro-Gaúcha - Maria Helena Nunes da Silva - 1999".

## Dinastía Igodomigodo, los Ojisó y el antiguo Reino de Benin

#### De gobiernos regionales a un imperio unificado
El antiguo Reino de Benín sufrió cambios en su organización gubernamental al rededor de los años 40 a.C. - 16 d.C. marcando el comienzo de una era próspera y caótica donde los intereses políticos tomaron un rol preponderante. Los otrora gobernantes regionales de mini estados ahora debían obedecer a un rey que gobernaba en nombre de todos esos territorios en un palacio y que su coronación obedecía a ciertos rituales sagrados realizados en el antiguo templo de del dios Isó, donde la persona era elegida por el oráculo de la tradición para ser elevada a la categoría de semidiós y ser considerado por las divinidades el intermediario entre el plano terrenal y divino. Si bien el poder del Ojisó era la voz de Isó en la Tierra, ahora estaba limitado por los gobernantes de las provincias del reino que aprobaban o desaprobaban lo que el emperador realizaba en materia política ajenos de decisión en temas religiosos.
En materia religiosa el Ojiso era la persona que organizaba y dirigía la religión de estado en el reino y garantizaba que mediante sus directivas, todo el territorio comprendido por antiguo Reino de Benín, ejerciera de manera simultánea al mismo tiempo la religión de estado que desde su palacio oficiaba. Esta sincronización del sistema de creencias Edó, se ejecutaba desde el lugar mas recóndito del reino hasta el mismísimo recinto del Ojisó. Todo el reino poseía las mismas divinidades y la misma cosmogonía sin ninguna variante en su modalidad de culto. Algo similar a lo que sucedió en el Antiguo Egipto con su sistema de creencias unificado y sincronizado en un territorio extenso por un gobierno centralizado.

#### Igodomigo y el ascenso de Ojisó Obagodo
La dinastía Igodomigodo surge tras el ascenso al trono de Ojisó Igodo Obagodo, el primer Ojisó del antiguo Reino de Benín. Sin embargo, este cambio en la organización de la realeza del pueblo bini pudo haber sido la evolución natural que sufrió el sistema de gobierno Odionwere. Los nuevos migrantes que llegaron a la tierra próspera que ostentaba el pueblo bini aportaron ideas suficientes para desarrollar una nueva forma de gobierno que centralizaría a los distintos gobiernos regionales bajo un gobierno central que gobernaría un territorio muy extenso con mas de 18,000 km², 15 veces el tamaño de la actual Ciudad de New York, hace aproximadamente dos mil (2000) años de antigüedad. Este fenómeno pudo haber sido la consecuencia de la necesidad de centralizar la región en una capital por el crecimiento y la fusión de poblados vecinos que constantemente se anexaban al reino a manos del avance de las fuerzas de dicho imperio. A raíz de ello, se presentaría un nuevo problema que dejaría obsoleto el sistema Odionwere debido al aislamiento que los gobernantes regionales de esa estructura gubernamental ostentaban.

## Exilio y fin de la antigua dinastía
El exilio de Usuanlelé a tierra americana se produce a la par de la Expedición de Benín de 1897, que tras la caída del antiguo Reino Edó y de su padre como monarca de su reino africano a manos del Imperio Británico, dichas tierras quedarían anexadas a la Nigeria Colonial hasta el 1 de octubre de 1960 tras la independencia nigeriana. Los habitantes del viejo continente, motivados y cautivados por la gran zona agreste que ostentaba la tierra bini en pleno auge de la explotación del arbol de caucho en la revolución industrial, lograron tomar la capital del antiguo reino (Benin City).
Al Príncipe Custodio, quien fuera uno de los hijos herederos al trono de Benín , se le ofreció el exilio con la condición de que jamás pisara territorio africano sin la autorización del protectorado inglés en su tierra natal. Por otra parte, se le ofreció la suma de 2500 libras esterlinas mas sumado todos los gastos de viáticos que significó aquel viaje al nuevo mundo junto a su esposa, sus hijos y una pequeña porción de la corte de ministros sacerdotales del antiguo reino que lo acompañó junto a sirvientes y algunos familiares de su corte.

## La doble vida del Príncipe
Príncipe Custodio fue un personaje histórico bastante controversial. La elite porto alegrense lo veía como un par consecuencia de su posición social y económica, máxime una persona culta que hablaba 7 idiomas, le gustaban los deportes de magnates y había sido adiestrado desde sus primeros años de vida para eventualmente reemplazar a su padre (el rey de Benín) en asuntos de diplomacia si en algún momento el reino padecía algún tipo de crisis. Sus contactos en Europa lo convertían en una persona sumamente occidental con tintes africanos y el aditivo religioso que le daba cierta prédica en asuntos de asesoría y orientación a los grandes políticos de la época.
Estos acontecimientos que pululaban en el repertorio del príncipe lograron que gran parte de la comunidad afro descendiente lo viera ajeno a las vidas que llevaban cotidianamente. Custodio era una persona sumamente rica con una vivienda que para la época era bastante lujosa y extravagante. También se lo veía salir con lujosos carruajes de su palacio para visitar al gobernador y asistir a las grandes fiestas de la elite social mientras que por otro lado daba asilo y ayudaba a la gente pobre. Esto último era una razón mas que suficiente para que la elite social lo juzgara por ayudar a la gente negra en situación de calle siendo él parte de la burguesía.
Lo extraño y paradójico de su historia es que una persona descendiente de quienes habían sido los artífices de la esclavitud en África Occidental, ahora se dedicaba a ayudar y asistir a quienes habían sido descendientes de esclavos. Esto debió ocultarse ya que de saberse podría haber sido el condimento final para que algún sector de la baja sociedad lo rechace por completo.

## Custodio de Sakpatá y el Batuque

### Custodio y una nueva religión en América

#### El intento de algo innovador
Si bien la fundación del Batuque como una matriz de culto independiente siempre estuvo atada a la imagen del Príncipe Custodio, también hubo otros grandes referentes de época que aportaron gran cantidad de adeptos para formalizar lo que seguramente en algún momento Usuanlelé ideó para que sus creencias no se disipen a la hora de su exilio, teniendo en cuenta que era el sumo sacerdote del reino de su padre.
Muchos de esos grandes de época referentes fueron sacerdotes de un culto nordestino que era la fusión de dos variantes de culto a dos tipos de divinidades distintas del Candomblé y de un culto a los ancestros sanguíneos que se posicionaba como una ramificación dentro de las creencias Bantu en diáspora americana. Entre ellos se encuentran:
1. Cudjobá de Xangô Agandjú
2. Erminha (Donga) de Oxum Olobomí
3. Bibica de Ogum
4. Diolinda de Xangô
5. Gululú de Xapanã
6. Emilia de Oia Ladjá
7. Cesaria de Xangô Obá-Leri
8. Celestrina de Oxum Docô
9. Lurdes de Oxum Docô
10. Paulinho de Oxalá Efãn

Custodio debió tener en cuenta que no podía imponer una religión tal cual tenía en su reino porque iba a dificultar su propósito, ya que la comunidad local en América vería este hecho como un intento de imposición perseguidora en vez de un aporte de enriquecimiento a lo prestablecido. Afortunadamente se logró armar una matriz de culto independiente con elementos locales del Babazué y otras que obedecían a la religión de estado del Reino de Benín sin ser un hecho impuesto. La verdad es que fue un proceso de años en el cual los distintos referentes de Pará pactaron con el Príncipe la nueva regla de la modalidad y a los aprontes a los cuales iban a someterse para completarse en la tradición.

#### El Babazué y su permeabilidad
Este nuevo ciclo de aprontes comenzaría en el Bori para continuar hasta recibir el panteón completo de 12 divinidades y estar habilitados de esta forma a recibir el oráculo al finalizar dicho apronte completo. Hasta ahora en este culto primitivo eso era algo desconocido ya que solamente había culto a Oya y Xangô de manera centralizada, dependiendo si la persona era varón o mujer, y la presencia de culto de alguna que otra en casos muy aislados donde también recibían Merindilogun pasado un tiempo y no había un ritual donde una divinidad específica los habilitase a utilizar el oráculo. Eran mas bien religiosos africanistas sin una estructura fuerte que quizás no habían tenido una base tan estructurada y eran bastante permisibles a adquirir conocimientos. Teniendo en cuenta estos sacerdotes que acompañaron al príncipe de Benín desde el noreste brasileño al sur riograndense para sumarse a la convocatoria no eran sacerdotes con una formación tan consolidada como si lo eran los sacerdotes de Candomblé Jeje-Mahí (Vodun del Dahomey: Jeje de Mina y Tambor de Mina en São Luis do Maranhão), del Candomblé Nagô (Ketu o yoruba en Bahía, Efan de Bahía/Río de Janeiro/São Paulo, Ijexã en Bahía, Mina-Nagô en Maranhao, Nagô Egbá o Xangô Nordestino en Pernambuco/Paraíba/Alagoas/Río de Janeiro/São Paulo, Xambá en Alagoas y Pernambuco, Fun-fun o Panameño en Panamá o Venezuela) o Candomblé de Angola (Bantú, Angola o Congo en Bahía, Pernambuco, Río de Janeiro, São Paulo, Minas Gerais, Goiás y Río Grande do Sul).

#### La estructura de las Casas de Pará
Los sacerdotes provenientes del Babazué (Culto de Pará) eran todos aquellos que habían adoptado a los dioses Voduns del Dahomey del sistema de creencias del Candomblé Jeje-Mahí, del cual eran una ramificación, pero con condimentos pertenecientes al Candomblé Nagô como los Orixás yorubas, y otros elementos que no obedecían al culto de dioses Nkisi del Candomblé de Angola, pero que eran parte de un culto menor y auxiliar muy común de ver en este último tipo de candomble angolano que era el Candomblé de Caboclo. Este último eslabón era el componente que dotaba de algo similar a lo que era la Umbanda en otros lugares a este Culto de Pará llamado Babazué, en donde el trance de posesión estaba dedicado a la incorporación de ancestros tutelares de tradición Bantú o Mbdunu (Kimbundu). Es decir, los integrantes de las casas del Babazué que acompañaron a Custodio a Porto Alegre eran cultores de dioses Orixa, dioses Vodun y de los espíritus de sus ancestros sanguíneos (Catiço) bajo la tradición Bantú.

#### Fundación del Batuque
Como base principal se tomaron cosas elementales del Culto de Pará conocido entre sus devotos como "Batuque de Santa Bárbara", como por ejemplo la costumbre de cultuar Orixas, Voduns y Eguns de Catiço, que junto a los profundos conocimientos del príncipe, entre ellos el Bori; los secretos de los dioses Fun-Fun; las Dijinas (nombres secretos); el sistema de apronte en 12 divinidades; algunos Voduns desconocidos por los Pará como Atinbowa, Elegbara, Avagan, etc; dioses netamente Edó com Odé y Otin; al dios Osun dentro de un Ossain distinto que no estaba solamente limitado al secreto de las hojas, si no a las artes, al dinero, a los amuletos, a la hechicería y al prestigio sacerdotal ya que este era el Ossanha que los Edó cultuaban para ser médicos homeópatas y casi toda la cosmogonía que el Batuque hoy ostenta. Todo ello fue pactado para que se pueda armar una nueva matriz de culto que no obedezca a los cultos preexistentes en América como el Candomblé o la Ocha Cubana, pero que contenga todos los secretos de la religión de estado del antiguo Reino de Benin. De esta forma el resultado fue un coctel africanista único en donde las familias del Babazué no tuvieron que lidiar con un cambio demasiado profundo, simplemente debían acatar lo que el Consejo de Notables del Príncipe marcaba como el límite de lo aceptable y lo inaceptable dentro de la nueva modalidad de culto latente. Finalmente el nombre "Batuque" sería heredado del antiguo Culto de Para o Babazué que también se identificaba como "Batuque de Santa Bárbara". 
De esta forma, Usuanlelé, como fundador de la nueva religión en América que ayudó a las Casas de Pará a enriquecer sus fundamentos y a brindarles permisos legales a través de la legislación a favor del africanismo que se ejecutaban gracias al máximo referente político de los afro descendientes en Porto Alegre por los contactos con la elite local que ostentaba, le permitía de esta forma controlar y dictaminar a través de su autoridad qué casa religiosa hacía lo correcto y qué casa religiosa se apartaba de lo pactado en la nueva regla de culto sin ser visto como un personaje autoritario o déspota ya que siempre consultaba a su Consejo de Sacerdotes para proceder representativamente. Por otro lado, se aseguró que su tradición milenaria ahora estaba en manos de las futuras generaciones y de una manera u otra logró el objetivo de establecer la religión Edó en América buscando en la diáspora la expresión de culto africana mas congruente con sus costumbres y fundamentos.

### Batuque Afro-Gaúcho
El Batuque Afro-Gaúcho centra su culto a Ori como la divinidad principal del panteón considerándola la divinidad de la encarnación que se fundamenta físicamente en una vasija de cristal popularmente llamada Bori. Esta divinidad en origen era un dios Fun-Fun llamado Uhunmwun que producía la encarnación humana. En el antiguo Reino de Benin esta divinidad se asentaba para que la vida de la persona este asistida por el dios responsable de su encarnación en la cosmogonía Edó. Ese fundamento debía estar rodeado por una familia de divinidades que lo asistían: tres de ellas en primer plano y el resto en un segundo plano.

##### La iniciación al culto
La cosmogonía del Batuque señala que a los fines de que el religioso aprontado e iniciado en el culto desarrolle su destino de la mejor manera necesita recibir la confirmación por Merindilogun (oráculo sagrado), popularmente conocido como "Mesa de Bucios", de al menos tres divinidades principales que Ori elija como los regentes de la espiritualidad de una persona. Este cuadro espiritual está compuesto por:
1. Orixa Eleda - Divinidad tutelar
2. Orixa Adjuntó - Divinidad dupla
3. Orixa Escravatura - Divinidad viabilizadora
4. Orixa de tercer o cuarto pasaje (opcional) - Divinidad auxiliar

### Sacerdote de Batuque
Los religiosos que se consagran a la modalidad del Batuque poseen un panteón completo de 12 divinidades sumado a su Bori junto a distintos elementos que hacen del sacerdote una persona íntegra en el fundamento como por ejemplo los Obê (cuchillos sagrados) para ejercer el sacro oficio recibidos en el "Axê de Ogum"; la Cineta (campanilla de bronce) llamadora para establecer un puente entre el ser humano y el poder de la divinidad otorgada en el "Axê de Bará"; la habilitación divina que entrega el "Axê de Xangô" al sacerdote para ejercer percusión y canto ritualistico; la habilitación divina que entrega el "Axê de Iemanjá" al sacerdote para ejercer la inmolación de peces; el ritual que entrega el "Axê de Egun" al sacerdote para poder cultuar a los ancestros del linaje en un Balê (Cuarto Ancestral), o en el monte (según la nación), y por ultimo el oráculo de la tradición llamado Merindilogun para que el sacerdote pueda comunicarse a diario con el plano divino y que este determine el proceder en las actividades religiosas y carnales específicamente otorgado en un ritual donde la persona recibe el "Axê de Oromilaia".
Un sacerdote de Batuque tiene la potestad de ejercer el sacro-oficio (inmolación animal), cobrar por sus oficios, conducir una casa religiosa y si posee "Axê de Lodê" (plantación subterránea) y las plantaciones de la tradición puede inclusive consagrar los templos de sus descendientes e inaugurarlos. Entre otras cosas, la tarea del Babalorixa (título sacerdotal masculino) o Iyalorixá (título sacerdotal femenino), se basa en cuidar de la espiritualidad de sus descendientes religiosos, de sus fundamentos físicos, velar por un equilibrio divino-carnal y custodiar la salvaguarda de su destino en el Aiyé mediante la tarea de modificar la existencia siendo los embajadores de la divinidad en la Tierra. Por otra parte, el rol de un sacerdote africanista del Batuque obedece al atendimiento y la orientación a través del oráculo de la tradición al resto de la comunidad que solicite ayuda espiritual o para solucionar mediante el Ebbô dichas problemáticas.

### Divinidades guardianas
Existen una serie de divinidades africanas que la tradición del Batuque coloca sus fundamentos en el afuera de los templos religiosos. Estas divinidades tienen distintas funciones y cada una de ellas una forma específica de ser cultuada diferente entre ellas.
- Bara Lodê y Ogum Avagã
- Bara Elegbara
- Oya Dirã
- Oya Timboã
- Oxum Ghama

### Importancia de la percusión y el canto
La percusión y el canto son algo esencial en el desarrollo de esta religión diaspórica y se constituye por tambores cilíndricos consagrados en el "Axê de Xangô" confeccionados en madera natural llamados Dunun (también conocido como dundun, doundoun, o djun djun) muy utilizados en algunas tradiciones de África Occidental.

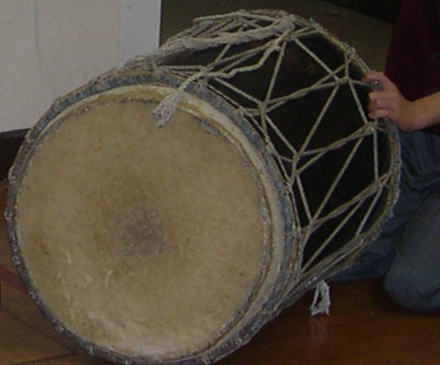
Djun Djun es el formato de tambor cilíndrico de doble cuero animal ritualizado y tensado por sogas que se utiliza en Batuque.

Los ritmos sagrados son acompañados por una calabaza llamada Afoxé compuesta por misangas de colores que producen sonido. Los rituales también son ejecutados a la par de una campana ritual (cineta) consagrada en el "Axê de Bará" para producir la comunicación entre el Aiyé (plano terrenal) y el Orum (plano divino).

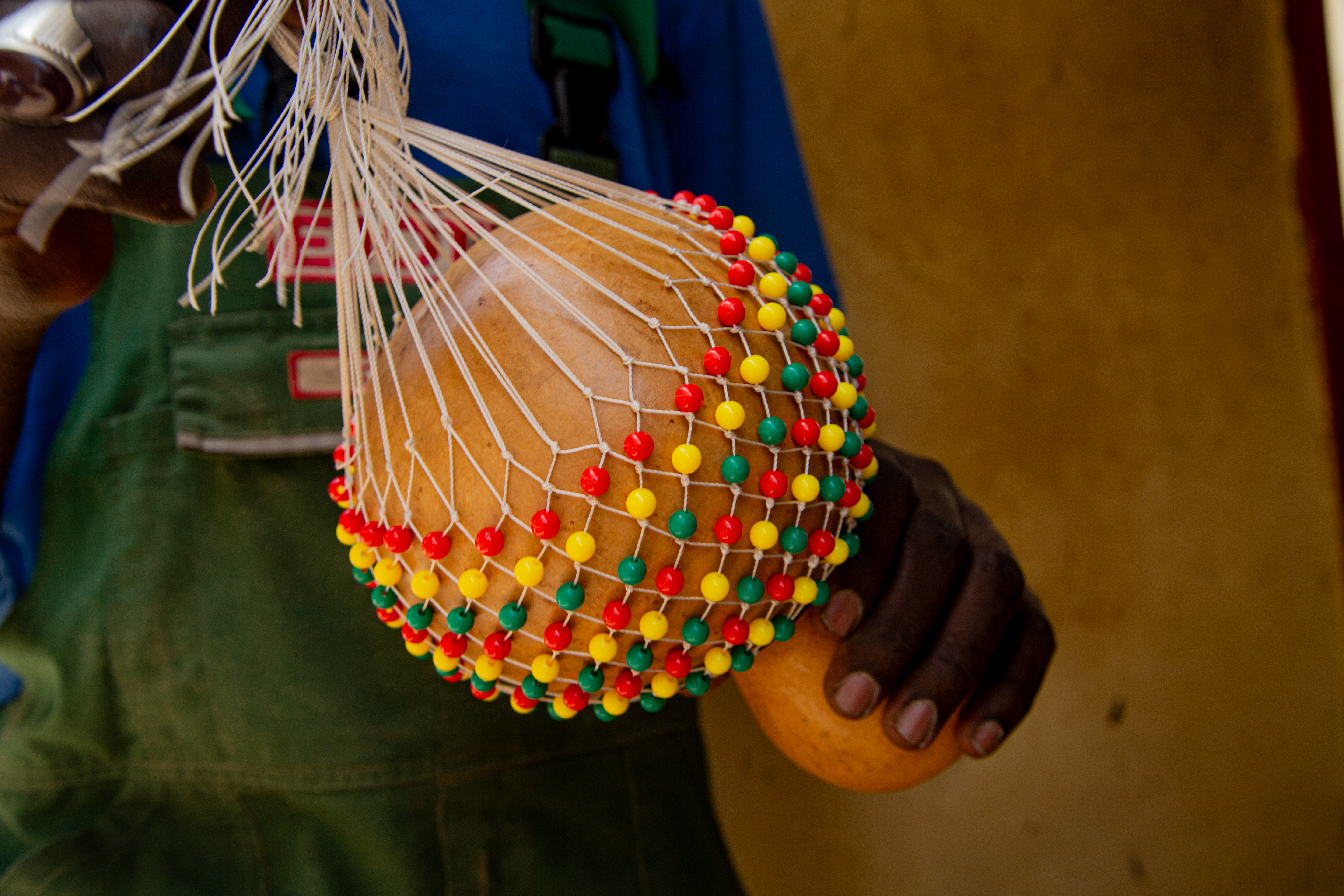
Afoxé o Shekeré es el instrumento de percusión utilizado en el Batuque para acompañar los ritmos sagrados.

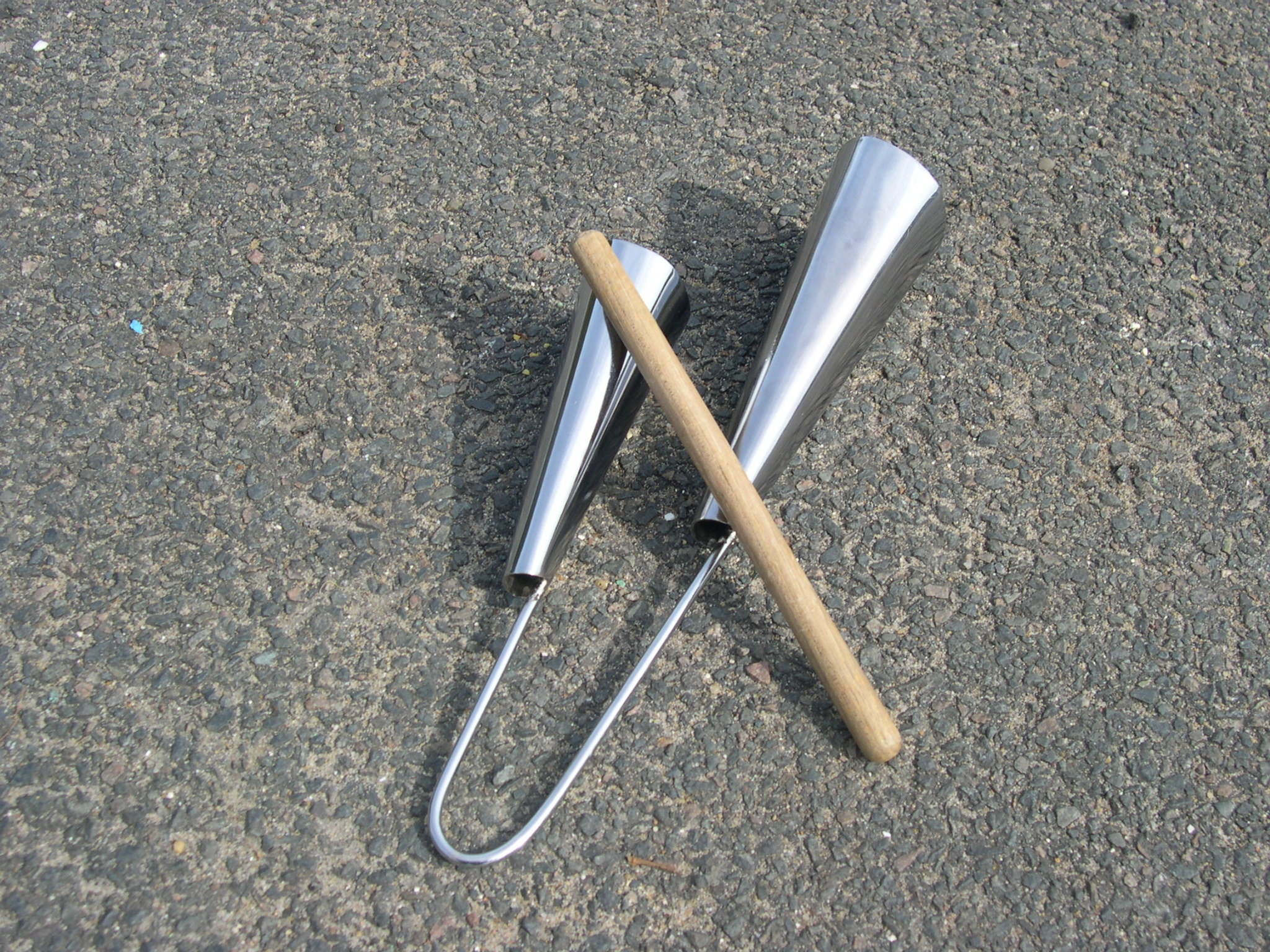
Agogó es el instrumento de percusión utilizado en el Batuque para marcar el compas del ritmo sagrado.

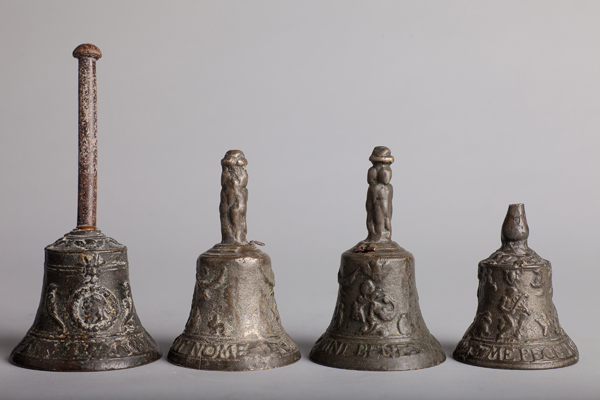
Las cinetas toman un papel crucial en establecer el puente entre el Aiye (plano terrenal) y el Orum (plano divino) ya que son la herramienta de Bará, el dios de la comunicación.

Esta costumbre de acompañar con música ritualistica cada ritual, es también ejecutada por una campana llamada Agogó que se utiliza como instrumento para marcar el compas musical.

### Panteón batuquero
El Batuque posee un sistema de creencias politeístas con un panteón compuesto por 12 divinidades sin una divinidad central pero con Ori como la más importante porque es la que permite que los seres humanos estén encarnados. Básicamente podríamos decir que su panteón es idéntico al que tenía la religión de estado del antiguo Reino de Benín, ya que está compuesto por dioses Vodun, Orisá y Fun-fun que centraban su poder en asistir a la única divinidad que producía la encarnación:
1. Bará - Dios del falo, los portales, la comunicación, el descubrimiento, el comercio, el dinamismo y el karma individual.
2. Ogum - Dios del hierro, el establecimiento, las armas, la conquista, la política, el sacro oficio, la fuerza, el orden y el progreso.
3. Oia - Diosa del viento, el rayo, el hogar, la cocina, las relaciones sociales, el bronce, los ancestros, el proyecto y la pasión.
4. Xangô - Dios del trueno, el fuego, la espiritualidad, la percusión, el banquete, la realeza, el equilibrio y los idiomas.
5. Odé - Dios de la caza, la faena animal, la orientación, la destreza, el deporte, la juventud, el impulso, el alimento y el habla.
6. Otin - Diosa de la abundancia, las vasijas, las aguas sagradas, la elección, el receptáculo y la intuición.
7. Ossanha - Dios del bosque, la medicina natural, la sabiduría, los lisiados, el misterio, los amuletos, la hechicería y el dinero.
8. Xapanã - Dios de las pestes, la transformación, el final, la dolencia, el karma social, la muerte, los castigos y la misericordia.
9. Obá - Diosa del corte, la feminidad, las aguas turbulentas, la sinceridad, la fidelidad, las amistades, la brujería y la maldición.
10. Oxum - Diosa de la fertilidad, el pueblo, la vida, las aguas dulces, el encanto, la riqueza, la belleza y la lluvia.
11. Iemanjá - Diosa de la fecundidad, el matrimonio, la luna, la longevidad, las aguas saladas, el intelecto, la familia y los peces.
12. Oxalá - Dios del sol, la mente, la profundidad, la clemencia, la luz, los ciegos, la piedad, el ADN y el oráculo.

Cada divinidad del Batuque presenta distintas manifestaciones de expresión en el universo. Algunas son divinidades independientes que fueron introducidas al Batuque y otras son simplemente cualidades de la divinidad en sí. Este fenómeno de manifestaciones de un mismo Irun-Inmolé es reconocido en la lengua litúrgica como "pasajes" y son los siguientes:
1. Bará Elegbara - Es la divinidad Vodun Elegbara "el todo poderoso" y el dios de la creación de la materia cósmica.
2. Bará Lodê - Es la cualidad Esú Olodé "el dueño del afuera" y el guardián que aleja la maldición.
3. Bará Lanã - Es la cualidad Laná que genera el dinamismo.
4. Bará Adague - Es la cualidad Adagé que direcciona el dinamismo.
5. Bará Agelû - Es la cualidad Ajelú que establece la prosperidad.
6. Ogum Avagã - Es la divinidad Vodun Gú Avaga "el herrero" y guardián que entrega la invencibilidad (armas) a Esú Olodé.
7. Ogum Onira - Es la cualidad Oonirá "el rey de Ira" que genera el orden y el progreso.
8. Ogum Adiolá - Es la divinidad Adjolá regente de la prosperidad.
9. Ogum Olobedé - Es la cualidad Olobedé que crea las armas en Cuarto Santo.
10. Oya Timboã - Es la divinidad Vodun Atinbowá regente del "árbol ancestral" y guardiana del Cuarto Ancestral.
11. Oya Dirã - Es la divinidad Dirá "reina de Ira" regente de la cumbrera y guardiana de los templos.
12. Oia - Es la divinidad Oia "la madre" regente de los vientos y las centellas.
13. Iansã - Es la divinidad Iya Mesan "la madre de los 9 hijos" responsable de las tormentas.
14. Xangô Agandjú Beiji - Es la cualidad "primitiva" de la divinidad Agandjú que crea la roca.
15. Xangô Agandjú - Es la divinidad Agandjú responsable de las erupciones volcánicas.
16. Xangô Agodô - Es la cualidad Agodo que establece el equilibrio y rige el fuego interno.
17. Xapanã Jubetéi - Es la cualidad Jubeteió que gobierna las enfermedades.
18. Xapanã Belúja - Es la cualidad Belujá "el rey de la ciudad del pez" que protege a los enfermos en ciudades costeras.
19. Xapanã Sakpatá - Es la divinidad Vodun Sakpatá que gobierna los problemas de salud y las catástrofes naturales.
20. Oxum Ghama - Es la divinidad Vodun Gama y la fase femenina de Vodun Sakpatá y la diosa que cura a los enfermos.
21. Oxum Epanda Beiji - Es la cualidad "primitiva" de la divinidad Ipondá que crea los ríos.
22. Oxum Epanda - Es la divinidad Ipondá diosa de la fertilidad y los ríos.
23. Oxum Ademun - Es la cualidad Ade-mún "la reina" regente del embrujo y la riqueza.
24. Oxum Docô - Es la divinidad Doco del panteón Fun-Fun que gobierna la lluvia.
25. Iemanjá Bocí - Es la divinidad Yemonjá regente de los peces y las costas.
26. Iemanjá Bomí - Es la divinidad Djabomí del panteón Fun-Fun regente del intelecto y los mares.
27. Iemanjá Nanã - Es la divinidad Vodun Naité regente de la luna.
28. Oxalá Obokum - Es la divinidad Obokum regente de la fuerza espiritual.
29. Oxalá Dakum - Es la divinidad Dakun regente de la luz.
30. Oxalá Olokum - Es la divinidad Olokum del panteón Fun-Fun regente de las profundidades.
31. Oxalá Jobokum - Es la divinidad Jibocum del panteón Fun-Fun gobernante del Orum, Aiye e Ironá.
32. Oxalá Onifan - Es la divinidad Onifan del panteón Fun-Fun regente de la clareza.
33. Oxalá Olufon - Es la divinidad Olufón rey del panteón Fun-Fun.
34. Oxalá Oromilaia - Es la divinidad Elhá "la palabra de Elhá inspira" del panteón Fun-Fun dueña del oráculo sagrado.

Odé, Otin, Ossanha y Obá no presentan este tipo de cualidades o divinidades introducidas en el mismo Irun-Inmolé porque su expresión en el cosmos es una sola sin ningún tipo de variante en su fundamento.

### Balê (Cuarto Ancestral)
En lo que respecta al culto a Egun, la tradición del Batuque establece que los rituales con ancestros deben realizarse siempre bajo la tutela de Oya Timboã, ya que ella es la diosa que protege el Cuarto Ancestral. Este fundamento consiste en una fosa subterránea vacía donde anualmente se abre para recibir inmolación ritual o no, según Merindilogun así lo establezca, en homenaje a los ancestrales del linaje. Cabe destacar que no todas las Casas de Axê poseen este fundamento y no es algo exclusivo de una nación en especial, salvo la Nação Ijexã que desde su fundación no realiza culto a los ancestros en los términos mencionados.
Se ven claras diferencias en lo que el Candomblé realiza con los ancestrales de sus linajes en el Axexé y lo que hace el Batuque en sus cuartos ancestrales con el Balê. Teniendo esto en cuenta, las prácticas que la religión de estado del antiguo Reino de Benín ostentaba de acuerdo a lo que el abogado nigeriano Segun Toyin Dawodu relata en la web Edo Nation titulada "The premier web site of Edo speaking people. Nation of people who are mostly located in the Midwestern part of Nigeria, Western  Africa.", en relación al culto a los antepasados, Dawodu menciona que el Aro Erinmwin era el lugar físico donde se constituía un altar en homenaje a los espirituos de los fallecidos (ERINMWIN N'OWA - ESPÍRITUS DE LOS DIFUNTOS) en su memoria y algunas fuentes de investigación y sitios donde los ciudadanos de la población Edó comparten y divulgan que allí se realizaban sacrificios animales. Toyin continúa relatando que el Aro Erinmwin no solo era un simple altar, también se colocaban bastones ritualizados (Ukhuré), campanas (Eroro) y otros objetos.
Además del gran aporte del abogado Dawodu, se tienen registros fotográficos donde el perfil oficial del sitio Edo Pride relata lo siguiente y adjunta algunos retratos del año 1950 de tres Aro Erinmwin constituidos por cuernos de marfil, campanas, estatuillas de bronce, bastones y objetos en memoria de los fallecidos y un gran altar de pequeña altura. 
"Umbral del Palacio | Santuario Erinmwin-Idu de Obas Pasados – Década de 1950. Una mirada impactante al legado de Edo… que exhibe el altar sagrado ancestral y la intrincada arquitectura antigua. El Erinmwin-Idu representa a los ancestros reales de la monarquía de Benín, honrado con profunda reverencia nacional y significado cultural." 
La tradición del Batuque posee la regla de colocar cuadros y elementos que en la vida del sacerdote o religioso Igbaé (fallecido y ritualizado como Baba Egún) utilizaba o que son la memoria viva de ese ancestro fallecido de la tradición religiosa africana.

#### Ancestros Igbaé (fallecidos) fundadores de los linajes sacerdotales del Batuque:
- Nação Gêgê: Pai Custodio de Sakpatá
- Nação Oyo: Mãe Diolinda de Xangô
- Nação Nagô: Mãe Donga de Oxum
- Nação Cabinda: Pai Waldemar de Xangô
- Nação Ijexã: Pai Cudjobá de Xangô

## Cabinda

### Las memorias de Otilia
Según "las Memorias de Otilia de Ossanha" escrito por la esposa del patriarca de Cabinda, la Mãe Otilia Tavares da Silva de Ossanha Tolá Becun, perteneciente a la Nação Ijexã, el linaje de Cabinda surge una vez establecida la matriz de culto del Batuque al rededor de los años 1940-1950. Básicamente la Cabinda surge unos diez años después del fallecimiento de Waldemar Antonio "Tiemar de Kamuká" dos Santos de Xangô Agodô Barualufina Adegimó, cuando su hija la Mãe Magdalena de Oxum Ademún convoca a todos sus hermanos (Nascimento de Sakpatá, Tati de Bará, Romario de Oxalá y Palmira de Oxum), para transferir este nuevo sistema de aprontes en 12 divinidades ya que solamente su sacerdote la había aprontado completa a ella y era la única de su familia religiosa en ser sacerdotisa de la tradición al fallecimiento de Waldemar.

### Internas en la familia
La realidad es que esto fue algo fácil de aceptar por sus hermanos religiosos al principio. Pero con el tiempo, sacerdotes como Pai Nascimento de Sakpatá que era proveniente del Culto de Pará y traía muchos adeptos para continuar su legado, junto a Pai Romario de Oxalá Onifan, le harían mucha sombra a su hermana heredera, máxime dos sacerdotes que tenían familias numerosas mientras que su hermana heredera no era muy aceptada y querida en la familia. Estos condimentos serían los detonantes para que al fallecimiento de Pai Nascimento, Mãe Palmira se erija como la heredera directa de su patriarca (Waldemar) y como referente principal de la Nação Cabinda. 

### Legba
Hoy día este linaje es objeto de estudio por muchos investigadores del Batuque. De lo que se tiene registro según "las Memorias de Otilia de Ossanha" es que el famoso "Legba" que ostenta el linaje, es en realidad el Vodun Elegbara que Pai Manezinho de Xapanã Jubetéi Nação Gêgê, "el mano negra", le había entregado a Mãe Magdalena, ya que necesitaba inaugurar su templo y no podía hacerlo obteniendo el fundamento de Bará Lodê, debido a que esta divinidad prohíbe el acceso a su fundamento a mujeres. Es por ello que sus hermanos Nascimento, Romario y Palmira, al fallecimiento de Waldemar y la necesidad de ayudar a su hermana heredera a fundar un nuevo linaje en homenaje a su patriarca, irían a consultar por esta problemática al legítimo heredero mas reputado del Batuque en aquel entonces del linaje de Usuanlelé.
Según algunos de los escritos que los antiguos sacerdotes del Batuque decidieron transmitir, no se encuentra la razón de que el lado Cabinda utilice la reza "Legba ka yi o ka yi o" cuando en realidad las rezas de Bara Elegbara se encuentran todas en el Geí-jo de Bará.
Otras fuentes escritas del lado Cabinda detallan que esa antigua reza que algunas casas de Cabinda utilizan no se encuentra en el repertorio de cantos sagrados. Esto podría ser el testimonio vivo de encontrarse hoy casas donde se respetó el antecedente que responde al linaje Oyo del cual Waldemar formó parte cuando era hijo de Pai Gululú y se dejó de cantar esa reza de "Legba" que no era originalmente sonada en la casa del patriarca. Esto podría haber sucedido a la par de casas donde sí se continuó cantando.

### Controversias entorno a Otilia
Algunas versiones resaltan que Otilia era la sacerdotisa que aportó grandes cantidades de fundamentos y enseñanzas a los descendientes de su marido y a su marido propiamente. Ya que según algunas fuentes era una sacerdotisa muy notable con muchos años de formación. Otras fuentes resaltan que ella era la esposa del patriarca del linaje y que había sido aprontada por él mismo, otros dicen que solamente era iniciada y otros descartan la posibilidad que exista un libro llamado "las Memorias de Otilia de Ossanha" por falta de pruebas acerca del libro.

### Xangô de Kamuká
Lo cierto es que el lado Cabinda sigue siendo objeto de estudio hasta la fecha, pero únicamente como registro escrito notable en la comunidad se tiene el famoso recorte de las memorias de la esposa legítima de Waldemar. Del famoso "Kamuká", tomando los dichos de Otilia, podríamos decir que ha sido el nombre simbólico que tomó el fundamento físico del Xango Agodô de Waldemar y que por alguna razón en el oráculo la divinidad solicitó no ser despachada al fallecimiento de su hijo, quedando así como un "Xangô do Povo" y como el fundamento físico del patriarca del linaje.
El problema surge cuando observamos que algunas casas de los actuales linajes de Cabinda fundamentan un "Kamuká" que consideran necesario para los templos o quienes fundamentan al "Kamuká" en el Balê. Otras casas directamente toman al "Kamuká" como una plantación más de la casa y otros simplemente lo homenajean al comienzo del Adurá de Xangô, mientras que otras casas hacen todo esto a la vez. Teniendo en cuenta los dichos de Otilia, "Kamuká" no es un tipo, ni un pasaje, ni una cualidad de Xangô. Mas bien podríamos estar hablando de que "Kamuká" era el apodo de su marido y por eso sus contemporáneos le decían "Tiemar de Kamuká".
Siguiendo este ultimo fenómeno, las casas de Cabinda podrían estar homenajeando y cultuando en realidad al fundamento físico irreplicable del Orixa de su patriarca, que por alguna razón se comenzó a imprimir como un fundamento necesario para el desarrollo de las familias religiosas.

## El legado del Príncipe
En la actualidad existen muchos linajes sacerdotales religiosos del Batuque que descienden del Príncipe Custodio y forman parte del legado vivo del dignatario exiliado en territorio americano. Por otro lado, su legado más popular se encuentra vivo en algunos lugares históricos de la ciudad de Porto Alegre, entre ellos el Bará do Mercado del Mercado Público de dicha localidad, ubicado en el centro del establecimiento donde los creyentes dejan sus monedas en homenaje y devoción al pie del asentamiento de la divinidad Elegbara, dios de la comunicación, de la prosperidad y guardián del comercio reconocido por la tradición como "el todo poderoso" o "el que todo lo puede".

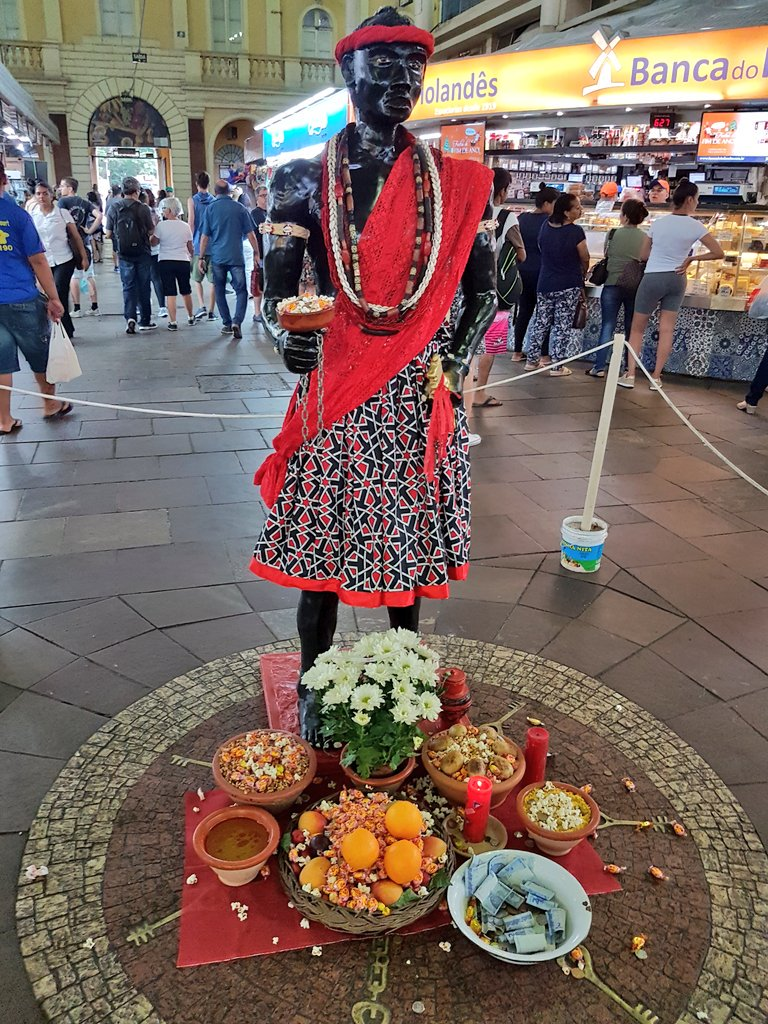
Plantación de Elegbara realizada por Príncipe Custodio.

En una columna de la web Extra Globo, Pai Paulo de Oxala relata: "El poder de Elegbara proporciona el origen, la materialización y el crecimiento de toda la materia que existe y existirá en el mundo."